# Wilsinho Galileia
Wilsinho Galileia é um documentário brasileiro de 1978, dirigido por João Batista de Andrade. O filme relata a história de vida do criminoso conhecido como Wilsinho Galileia, envolvido em atividades violentas desde a adolescência até o começo de sua vida adulta, quando fora executado pela Polícia aos 18 anos.
Originalmente produzido para o programa Globo Repórter, o filme é aclamado por sua mistura entre imagens reais e dramatizações. Foi exibido em 2002, durante o festival É Tudo Verdade, onde ganhou maior reconhecimento dos críticos, após um longo período ofuscado pela censura durante a ditadura militar brasileira.

## Enredo
Wilsinho Galileia tem início com Wilsinho, interpretado por Paulo Weudes, caminhando pelos escombros do que restou de sua antiga casa, em uma periferia da cidade de São Paulo. Imediatamente após isso, imagens (também reencenadas) do corpo do rapaz, fuzilado, sendo arrastado pelos policiais que o executaram, no bairro de São João Clímaco. Cometia atos violentos desde os 14 anos de idade, período no qual, em um presídio de São Bernardo, assassinou um colega de cela com uma caneta, segundo um delegado.
Logo começam as primeiras entrevistas do filme, com relatos de diversos indivíduos que comentam sobre o caráter de Wilsinho tanto em seus crimes quanto em suas interações sociais cotidianas. Em meio a isso, também através de relatos, são feitas reconstituições dos crimes que Wilson Paulinho da Silva cometera em tempos diferentes, como por exemplo um assalto em 1974 em uma panificadora, que deixou três mortos: um mecânico, um caixa e um pedestre que se encontrava nas redondezas. Neste ponto, mostra-se apenas o lado frio e impulsivo do personagem retratado, conforme era passado pela imprensa da época. Há assim a dramatização de outro crime, ocorrido em 1977: o assassinato de um jovem estudante de medicina, após este reagir ao roubo de seu carro por Wilsinho e um comparsa.
Em seguida, são introduzidos os familiares e amigos de Wilsinho, que fornecem outra visão do sujeito: um jovem que, apesar de impulsivo e complexado, tinha um bom coração. Segundo um dos entrevistados, roubava carros caros pois queria parecer “filhinho-de-papai”. Neste trecho, os focos são as figuras de Dona Eliete, mãe de Wilsinho, e o irmão mais novo deste, Ramiro, entrevistados sobre os efeitos da morte de Wilson sobre suas vidas. Na primeira aparição de Ramiro, este é interpretado por Gilberto Moura, que informa o espectador diretamente sobre sua atuação e o contexto de seu personagem, que estava em uma posição desfavorável devido a manchetes midiáticas que o retratavam como seguidor direto das ações do irmão mais velho. Já a mãe de Wilson, entrevistada de fato, fala sobre suas dificuldades ao criar todos seus filhos após a morte do marido. Relata que Wilson reunia grandes grupos de garotos de rua em sua residência, todos de certa forma envolvidos com atividades ilícitas. É então introduzido o real Ramiro , que é
entrevistado sobre a ocorrência do tiroteio que deixou seu irmão morto.  Além dele, são entrevistados os outros três irmãos, antes não mencionados. Todos detidos por crimes, falam das circunstâncias que os levaram a aquela situação, assim como a repercussão dos crimes de Wilson em suas próprias vidas, tendo sido constantemente perseguidos pela polícia. Assim, a mãe fala que desejava apenas que um dia, estivessem todos bem, reunidos em um retrato, conforme o plano abre e a retrata ao lado dos familiares remanescentes, reunidos no pátio de um presídio com suas esposas e filhos.
Wilsinho passou grande parte de sua vida em centros de detenção para menores, época na qual conduziu mais de 50 fugas. A equipe então fala com um grupo de jovens em um destes centros. Falam dos motivos por trás de seus crimes (a justificativa mais recorrente é a de poder se divertir: tornar-se apresentável para garotas e poder ir a bailes). Quando questionados sobre a morte de Wilsinho e o efeito desta em suas vidas, todos permanecem em silêncio.
No trecho final do filme, é feita a reconstituição da noite de 10 de Agosto de 1978, na qual Wilson fora executado por policiais na casa de sua então namorada Geni, interpretada por Cláudia de Castro. A atriz, assim como anteriormente feito por Gilberto Moura no papel de Ramiro, fala diretamente ao espectador sobre sua personagem: conseguia seu sustento trabalhando como taxista e conheceu Wilson através de Patrícia e Chiquinho, amigos em comum. Estes dois também são interpretados, por Telma Helena e Ivan José, respectivamente, no trecho final do filme. É então entrevistada a real Geni, que fala sobre a noite da execução de Wilson, que também a deixou ferida. A chegada de Wilson na casa e a subsequente ação policial são retratadas,  sucedidas pela mesma cena inicial de Wilson caminhando entre os escombros na periferia. O filme então é encerrado, com os seguintes letreiros: "Três anos mais tarde, seis menores entre 13 e 18 anos de idade são cercados e mortos pela polícia na periferia de São Paulo.  Entre os mortos, Ramiro, o irmão mais novo de Wilsinho Galiléia."

## Elenco
- Paulo Weudes — Wilsinho
- Gilberto Moura - Ramiro
- Ivan José - Chiquinho
- Telma Helena — Patrícia
- Cláudia de Castro - Geni
- Fausto Brunini
- Jorge Cerruti
- Sergio Oliveira
- Rubens Brito
- Luis Carlos Rossi
- Paulo Lago
- Luis França

## Opiniões e Adendos
"Uma última imagem, porém, salva o filme de se resumir de forma tão precária:
Wilsinho da Galiléia (ator) caminha sobre os destroços de sua antiga casa na favela da Galiléia. A prefeitura de São Paulo havia mandado 'limpar' a área por considerá-la um ninho de marginais. 'O bairro está melhor agora?' - pergunta o diretor; 'Está sim' - responde satisfeito um morador.
O problema varrido para baixo do tapete... Nenhum comentário.
Uma obra marcante que merece, urgentemente, sair do limbo de seu esquecimento." BRAGANÇA, Felipe.
"Portanto, em Wilsinho Galiléia as recontituições servem como uma exploração criativa e não como uma confirmação da referencialidade dos depoimentos e informações sobre o caso." ROCHA, Caíque Mello.
"João Batista acha que o problema foi pelo fato de o episódio ter questionado a própria busca de independência da TV em relação ao Estado e, principalmente, a 'abertura política', que já vinha sendo alardeada pelo governo Geisel, mas que efetivamente não existia. [...] O cineasta lembra que uma seqüência do filme causou bastante polêmica. Foi aquela em que, intercalada com imagens – dramatizadas por atores – que mostram a violência dos atos do criminoso e ele brincando num parque de diversões, traz também vizinhos e seus conhecidos do bairro da periferia de São Paulo, falando entre outras coisas que 'ele era matador, mas também era ser humano'." SACRAMENTO, Igor.